# Isomorphiesatz
Die Isomorphiesätze sind zwei mathematische Sätze, die Aussagen über Gruppen machen. Sie lassen sich auch auf komplexere algebraische Strukturen übertragen und sind somit ein wichtiges Resultat der universellen Algebra. Die Isomorphiesätze sind eine direkte Folgerung aus dem Homomorphiesatz der entsprechenden algebraischen Struktur.
Manchmal wird der Homomorphiesatz als erster Isomorphiesatz bezeichnet. Die unten angegebenen Sätze heißen dann dementsprechend zweiter bzw. dritter Isomorphiesatz.

## Geschichte
Die Isomorphiesätze wurden zunächst in allgemeiner Form für Modulhomomorphismen von Emmy Noether in ihrer Arbeit Abstrakter Aufbau der Idealtheorie in algebraischen Zahl- und Funktionenkörpern, welche 1927 in Mathematische Annalen veröffentlicht wurde. Weniger allgemeine Resultate dieser Sätze lassen sich auch in vorangegangenen Arbeiten von Richard Dedekind und Emmy Noether finden.

## Gruppentheorie

### Erster Isomorphiesatz
Es seien {\displaystyle G} eine Gruppe, {\displaystyle N} ein Normalteiler in {\displaystyle G} und {\displaystyle H} eine Untergruppe von {\displaystyle G}. Dann ist auch das Komplexprodukt {\displaystyle HN:=\{hn\mid h\in H,n\in N\}} eine Untergruppe von {\displaystyle G}, {\displaystyle N} ist ein Normalteiler in {\displaystyle HN} und die Gruppe {\displaystyle H\cap N} ist ein Normalteiler in {\displaystyle H}. Es gilt:
{\displaystyle H/(H\cap N)\cong HN/N.}
Dabei bezeichnet {\displaystyle \cong } die Isomorphie von Gruppen.
Der Isomorphismus, der dabei üblicherweise gemeint ist, wird als kanonischer Isomorphismus bezeichnet. Er wird gemäß dem Homomorphiesatz von der surjektiven Abbildung
{\displaystyle f\colon H\to HN/N,\quad h\mapsto hN,}
induziert, denn es gilt offenbar
{\displaystyle \operatorname {kern} \left(f\right)=\left\{a\in H\mid aN=N\right\}=\left\{a\in H\mid a\in N\right\}=H\cap N}.
Aus dem ersten Isomorphiesatz erhält man als Spezialfall die anschauliche Aussage, dass man genau dann mit {\displaystyle N} „erweitern“ darf, wenn {\displaystyle H\cap N=\{0\}}.

### Zweiter Isomorphiesatz
Es seien {\displaystyle G} eine Gruppe, {\displaystyle H} ein Normalteiler in {\displaystyle G} und {\displaystyle N} eine Untergruppe von {\displaystyle H}, die Normalteiler in {\displaystyle G} ist. Dann gilt:
{\displaystyle (G/N)/(H/N)\cong G/H.}
In diesem Fall kann man kanonische Isomorphismen in beide Richtungen angeben, einerseits induziert durch
{\displaystyle G/N\to G/H,\quad gN\mapsto gH,}
andererseits durch
{\displaystyle G\to (G/N)/(H/N),\quad g\mapsto gN(H/N).}
Anschaulich ausgedrückt besagt der zweite Isomorphiesatz, dass man {\displaystyle N} „kürzen“ darf.

## Ringe
In angepasster Form gelten die Isomorphiesätze auch für Ringe:

### Erster Isomorphiesatz
Es seien {\displaystyle R} ein Ring, {\displaystyle {\mathfrak {a}}} ein Ideal von {\displaystyle R} und {\displaystyle S} ein Unterring von {\displaystyle R}. Dann ist die Summe {\displaystyle S+{\mathfrak {a}}=\{s+a\mid s\in S,a\in {\mathfrak {a}}\}} ein Unterring von {\displaystyle R} und der Schnitt {\displaystyle S\cap {\mathfrak {a}}} ein Ideal von {\displaystyle S}. Es gilt:
{\displaystyle S/(S\cap {\mathfrak {a}})\cong (S+{\mathfrak {a}})/{\mathfrak {a}}}.
Dabei bezeichnet {\displaystyle \cong } die Isomorphie von Ringen.

### Zweiter Isomorphiesatz
Es seien {\displaystyle R} ein Ring, {\displaystyle {\mathfrak {b}}\subseteq {\mathfrak {a}}} zwei Ideale von {\displaystyle R}. Dann ist {\displaystyle {\mathfrak {a}}/{\mathfrak {b}}=\{a+{\mathfrak {b}}\mid a\in {\mathfrak {a}}\}} ein Ideal von {\displaystyle R/{\mathfrak {b}}}. Es gilt:
{\displaystyle (R/{\mathfrak {b}})/({\mathfrak {a}}/{\mathfrak {b}})\cong R/{\mathfrak {a}}}.

## Vektorräume, abelsche Gruppen oder Objekte einer beliebigen abelschen Kategorie
Es seien {\displaystyle M,N\subseteq Q\subseteq P}
- Vektorräume über einem Körper
- oder abelsche Gruppen
- oder allgemeiner Moduln über einem Ring
- oder ganz allgemein Objekte einer abelschen Kategorie.

Dann gilt:
- {\displaystyle M/(M\cap N)\cong (M+N)/N}
- {\displaystyle (P/N)/(Q/N)\cong P/Q}

Auch hier steht das Symbol {\displaystyle \cong } für die Isomorphie der entsprechenden algebraischen Strukturen bzw. Objekte in der jeweiligen Kategorie.
Die kanonischen Isomorphismen sind eindeutig dadurch bestimmt, dass sie mit den beiden kanonischen Pfeilen von {\displaystyle M} bzw. {\displaystyle P} kompatibel sind.
Eine weitreichende Verallgemeinerung der Isomorphiesätze liefert das Schlangenlemma.